# 수영동
수영동(水營洞)은 부산광역시 수영구의 법정동이다. 수영로타리를 중심으로 부산 도시철도 2호선, 부산 도시철도 3호선이 통과하는 교통요충지이다. 대부분 평지로 주택이 밀집되어 있으며 동네 한가운데 수영사적공원이 있어 숲을 이루고 있다. 사적공원 옆에는 팔도시장이라는 대형 재래시장이 있어 상권을 이루고 있다. 문화재로 경상좌수영성지의 경상좌수영의 성터가 남아 있으며, 수영고적민속보존회, 25의용단 등의 흔적이 있다.

## 역사
동 명칭은 조선시대 경상좌도수군절도사영에서 수군의 ‘수’(水)자와 절도사영에서 ‘영’(營)자를 따와서 ‘수영’이라 한데서 유래되었으며, 언제부터 마을이 생겨서 사람이 살아 왔는지는 확실한 기록이 없어서 잘 알 수 없으나 "고려 현종 12년 (1021년)에 동래군의 곤치소를 지금의 수영에서 동래읍으로 옮겼다"는 기록이 있으므로 이 이전에 이미 마을이 있었음을 알 수 있다.
- 1957년 1월 1일: 부산시 동래구 수영출장소 수영동
- 1975년 10월 1일: 부산직할시 남구 수영동
- 1995년 3월 1일: 부산광역시 수영구 수영동

## 교통
- 부산 도시철도 2호선 / 3호선
  - 수영역

## 문화재
- 유형문화재 : 경상좌수영성지, 경상좌수영성 남문, 25의용단
- 무형문화재 : 수영야류, 수영농청놀이
- 천연기념물 : 부산 좌수영성지 곰솔, 부산 좌수영성지 푸조나무
- 기타기념물 : 안용복 장군 사당